# Sebastian Saam
Sebastian Saam (* 19. März 1974 in Passau) ist ein deutscher Filmemacher, Fernsehjournalist und Moderator.

## Leben
Sebastian Saam wuchs im niederbayrischen Passau auf. 2004 begann seine freiberufliche Tätigkeit als Journalist, unter anderem für das ZDF, Euronews und andere Sender. Auf der Grundlage des 2005–2006 absolvierten Master-Studiengangs "Democracy and Human Rights in South East Europe" an der Universität Sarajevo arbeitete Sebastian Saam 2008 für Amnesty International in London als Researcher für Menschenrechtsverletzungen auf dem Balkan. Seit 2009 führt er regelmäßig Regie für Dokumentarfilme und Fernsehreportagen, stand auch als Host und Moderator vor der Kamera und lebt seit 2010 in Berlin.

## Filme
2008 produzierte Sebastian Saam "A Wall of Silence" für Amnesty International. Der 26-minütige Film befasst sich mit unaufgeklärten Kriegsverbrechen an der serbischen Minderheit im Kroatien-Krieg 1991–1995. Die Organisation verwandte die Dokumentation für ihre Aufklärungsarbeit in Brüssel bei der Europäischen Union im Rahmen der EU-Beitrittsverhandlungen Kroatiens. Sie lief aber auch an Universitäten sowie auf Tele Cinco in Spanien und Channel Four in Großbritannien.
2012 drehte er den Film "Rock In A Hard Place" über die libanesische Rock-Band The Kordz. Er erschien als Begleit-DVD auf deren Album "The Beauty And The East". Auftraggeber war EDEL Music Germany. Die 40-minütige Dokumentation zeichnet nach, mit welchen Schwierigkeiten Künstler, die sich gegen gesellschaftliche Normen im Libanon auflehnen, zu kämpfen haben.
2019 zeichnete sich Saam als Regisseur und Autor für die dreiteilige ARTE-Serie "Der Paraná: Ein Fluß wie das Meer" (Französisch: Le Rio Paraná - L'autre grand fleuve d'Amérique du Sud) aus. Diese erkundet Südamerikas zweitlängsten Strom Paraná mit besonderem Augenmerk auf den Umweltschutz. Die drei Filme à 43 Minuten liefen im Januar 2020 auf ARTE.
2022 erschien sein erster abendfüllender Dokumentarfilm "El arte de perder/The art of losing", ein 71-minütiger Film über das Leben des einarmigen chilenischen Gitarristen Andrés Godoy. Der Film erhielt vier internationale Preise auf Filmfestivals in Chile, Italien und Belgien. Er lief (Stand November 2024) in 15 Ländern auf Festivals und anderen Vorführungen.
2024 war Saam Regisseur der siebenteiligen ARTE-Serie "Stille Wasser" (Französisch: Voyage en eaux calmes), die erforscht, wie der Klimawandel große europäische Seen verändert und bedroht. Gedreht in neun Ländern (Finnland, Türkei, Portugal, Ungarn, Nordmazedonien, Albanien, Griechenland, Schweden und Irland), stehen Menschen im Mittelpunkt, die Strategien zum Schutz der jeweiligen Ökosysteme entwickeln. Die Filme à 43 und 52 Minuten Länge liefen im Februar und November 2024 auf ARTE.

## Als Fernsehreporter
2004 begann Sebastian Saam als freier Journalist bei Euronews in Lyon. Nach mehreren Jahren als Nachrichtenredakteur stand er im Zeitraum 2009–2018 für den Sender auch als Reporter vor der Kamera und berichtete von wichtigen Großereignissen wie der US-Präsidentschaftswahl 2012 in Kalifornien. Ebenso coverte er bedeutende Events wie den Europäischen Filmpreis 2012 in Malta oder reiste zur UEFA EURO 2012 nach Polen für den Sender. Gegen Ende seiner Reportertätigkeit für Euronews war Saam regelmäßig auf international relevanten Branchen-Messen wie der Internationalen Tourismus-Börse (ITB) in Berlin, der WTM in London oder der CEBIT in Hannover eingesetzt.
Seit seinem Umzug nach Berlin arbeitete Saam regelmäßig auch als Autor und Reporter für Kultur-Magazinsendungen auf ARTE, zdf.kultur und 3sat. In diesem Zusammenhang interviewte er bekannte internationale Musiker wie Lemmy Kilmister, interessierte sich aber auch immer wieder für randständigere Themen, wie die türkische New-Wave-Formation Jakuzi oder die Roma-Rapperinnen Pretty Loud aus Serbien. 2017 begann Saam zudem als Host und Moderator für das Fußball-Format "Kick Off" der Deutschen Welle zu arbeiten, hauptsächlich in englischer Sprache. In diesem Kontext erstellte er rund 50 Mini-Dokumentationen und/oder "Erklärvideos" von meist rund 15 Minuten Länge rund um das Thema Fußball und dessen gesellschaftliche Strahlkraft. Die Zusammenarbeit endete Ende 2023 im Zuge diverser sparbedingter Entlassungen bei dem Sender.

## Ausgewählte Aufführungen bei Filmfestivals
2020 - Natur Vision Film Festival Ludwigsburg, Auswahl: Der Paraná - Ein Fluss wie das Meer, Teil 1 (Brasilien)
2022 - In-Edit Chile, National Documentary of the Year award: El arte de perder/The Art of Losing
2023 - Savonlinna Nature Film Festival, Auswahl: Stille Wasser, Teil 1 (Finnland)
2023 - Festival del cinema Ibero-Latino Americano di Trieste, Audience award and Best Production award: El arte de perder/The Art of Losing
2024 - Millennium Documentary Film Festival Brussels, Special Jury Award: El arte de perder/The Art of Losing
2024 - Green Screen Festival Eckernförde, Auswahl: Stille Wasser, Teil 2 (Türkei)